# Jan Machoň
Jan Machoň (4. února 1921 Červená Lhota – 27. dubna 1994 Praha) byl český a československý spisovatel, literární kritik, novinář, politik Československé strany socialistické a poslanec Sněmovny lidu Federálního shromáždění v letech 1971-1981.

## Biografie
Jan Machoň se narodil v Červené Lhotě u Třebíče do rodiny drobných rolníků. Roku 1937 dokončil měšťanskou školu v Okříškách. Ve studiu pokračoval na Státním reálném gymnasiu v Třebíči, které zakončil roku 1943 maturitou. Za okupace působil v ilegálním kulturním spolku Vysočina, kde roku 1943 uveřejnil básnickou sbírku Úlomky porculánu.
Po válce vstoupil do Čs. sociální demokracie. Od roku 1945 do roku 1952 působil jako kulturní redaktor v brněnské redakci Svobodných (Lidových) novin. Přispíval do časopisů Dnešek (Přítomnost) a List Sdružení moravských spisovatelů. Po zrušení Lidových novin pracoval v Jihlavě jako metodik krajské knihovny a věnoval se studiu regionální historie. Vrcholem jeho literárního díla jsou historické romány Vyděděnci a Život pro živé odehrávající se v době vlády krále Václava IV. a jeho konfliktů s bratrem uherským králem Zikmundem a bratrancem moravským markrabětem Joštem.
Roku 1954 nastoupil jako redaktor v listu Svobodné slovo v Brně. Mezi lety 1970 až 1981 působil jako šéfredaktor Svobodného slova v Praze. Za normalizace zaměstnal řadu novinářů propuštěných z jiných redakcí. Novinář Jiří Hodač na něj vzpomínal s tím, že „Šéfredaktor Svobodného slova Jan Machoň byl možná kontroverzní, ale nade mnou někdy držel ruku. Dokázal například spolknout, že jsem nepodepsal tzv. antichartu...“
Ve volbách roku 1971 zasedl do Sněmovny lidu (volební obvod č. 88 – Brno-město-sever, Jihomoravský kraj). Mandát získal i ve volbách roku 1976 (obvod Brno-město-sever). Ve Federálním shromáždění setrval do konce funkčního období, tedy do voleb v roce 1981.

## Literární dílo
- Úlomky porculánu, sbírka básní. 8. svazek ilegální edice Vysočina 1943[5]
- Čtyřhlasý monolog, veršované pásmo pro rozhlas 1948. Náklad zlikvidován
- Město se zvedlo : Malá jihlavská trilogie, tři historické povídky. Kraj. nakl. Havlíčkův Brod 1955
- Vyděděnci (1. díl hist. románu), Kraj. nakl. Havlíčkův Brod 1957 + Blok Brno 1971
- Život pro živé (2. díl hist. románu), Kraj. nakl. Havlíčkův Brod 1959 + Blok Brno 1972
- Jasný všední den, Kraj. nakl. Havlíčkův Brod 1961 + Blok Brno 1976
- Lázeňská ouvertura (novela) Blok Brno 1966
- Život pro živé (částečně přepracované vydání knih Vyděděnci a Život pro živé v jednom svazku). Praha Melantrich 1985

## Další práce
- Deset let tvorby Kamila Bednáře : literární studie. Brno 1948
- Otevřená dlaň - F.V. Kříž. Studie o autorovi. Brno 1949
- Nalezená minulost, minulost Moravy ve světle archeologie. Kraj. nakl. Brno 1951
- Hrad nad městem, brožura o brněnském hradu Špilberk, Kraj. nakl. Brno 1956
- Sto let práce a bojů novovčelnických textiláků, uspořádal podle rukopisu Prof. J. Muka, 1960